# Distillerie de l'Espérance
Distillerie de l'Espérance, ook bekend onder de naam Renson, is een Belgische stokerij opgericht in 1826 te Montegnée.

## Geschiedenis
Distillerie de l'Espérance vindt zijn oorsprong in Montegnée en werd opgericht door Monsieur Adolphe RENSON in 1826 onder de naam "Distillerie RENSON". De oprichters hebben het productieproces van hun producten ontwikkeld, dat tot op de dag van vandaag een geheim is gebleven. In 1870, na overname door de familie Hellen GRISARD, veranderde het bedrijf van naam en werd het de Distillerie l'Espérance Commerciale. De huidige eigenaar, Monsieur Constant, behoort tot de vijfde generatie.
In 1998 verwierf het bedrijf Distillerie du Val Saint-Lambert. Monsieur Thiry, de vorige eigenaar, blijft nog steeds zijn eigen producten produceren. Samen met de heren Victor en Patrick Constant vormt hij het leiderschapstrio van de stokerij.

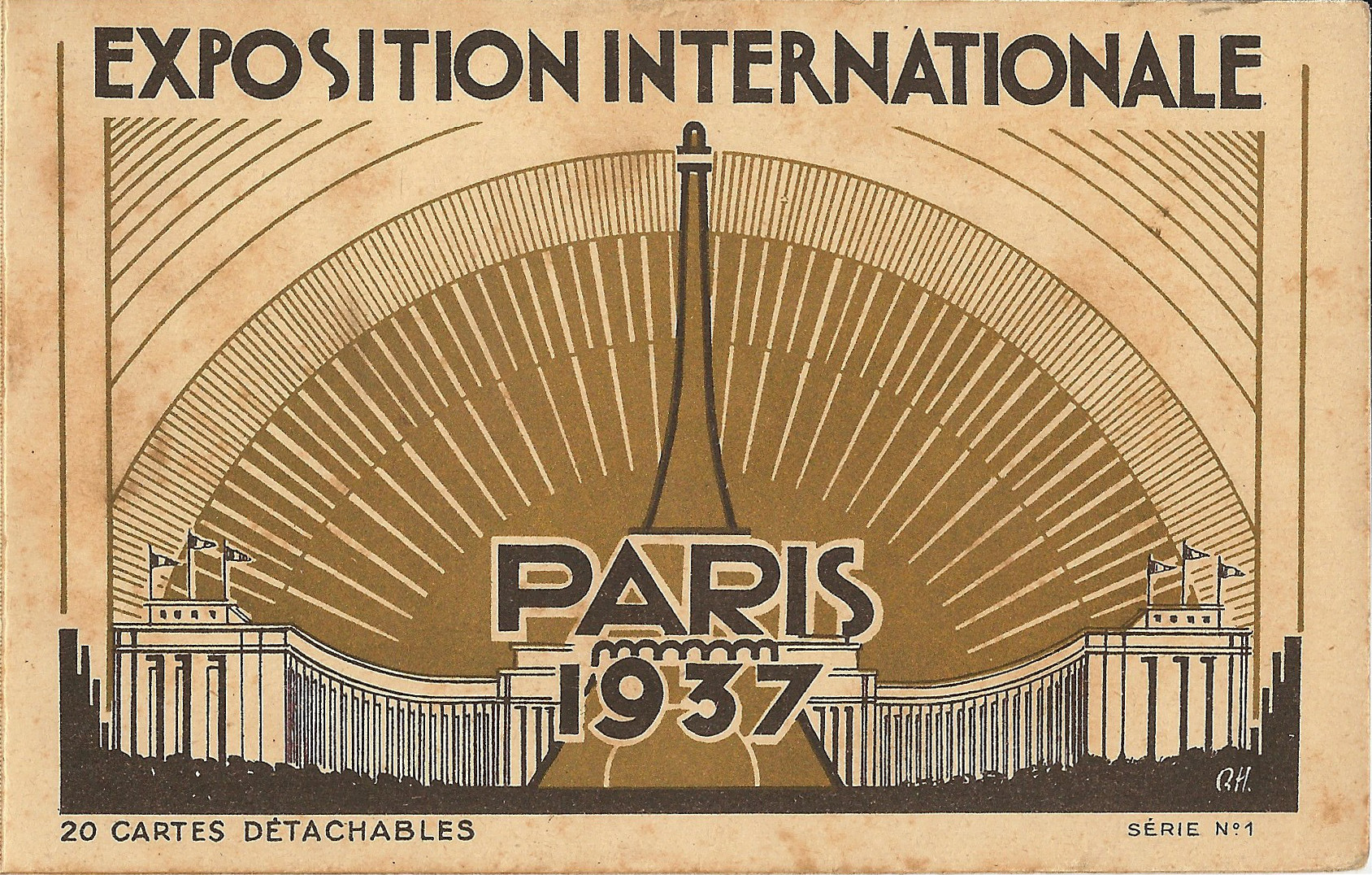
"Exposition Internationale des Arts et Techniques dans la Vie Moderne"

In het verleden kende de stad Montegnée een overvloed aan distilleerderijen, waarvan Distillerie de l'Espérance nu als enige overgebleven is. Montegnée en haar omgeving waren rijk aan mijnschachten, waardoor er natuurlijk veel mijnwerkers en arbeiders waren die graag van een borrel genoten. De klantenkring was destijds omvangrijk, maar met de sluiting van de mijnen verminderde de vraag en werden distilleerderijen gedwongen een voor een te sluiten. Tegenwoordig is Distillerie de l'Espérance een van de laatst overgebleven distilleerderijen die nog op ambachtelijke wijze werkt. Jaarlijks verlaat bijna 30.000 liter alcohol de distilleerderij. Gedurende haar 200-jarige bestaan heeft de distilleerderij met succes de obstakels overwonnen. In 2007 werd het bedrijf door de gemeente Saint-Nicolas geprezen en geëerd.
Verder heeft de distilleerderij ook deelgenomen aan "Exposition Internationale des Arts et Techniques dans la Vie Moderne". Deze ging door in Parijs in 1937.

## Het gebouw
Het hoofdkantoor en de productiefaciliteiten van Distillerie de l'Espérance zijn gehuisvest in een architectonisch opmerkelijk gebouw dat de lange geschiedenis van de stokerij weerspiegelt. Gelegen in Montegnée, fungeert het gebouw als een centrum voor zowel productie als ontvangstruimte voor bezoekers. De distilleerderij biedt rondleidingen waar bezoekers het productieproces van dichtbij kunnen bekijken en meer te weten kunnen komen over de geschiedenis van het bedrijf.

## Producten
Distillerie de l'Espérance heeft een uitgebreide assortiment aan gedistilleerde dranken. Het assortiment omvat gins met unieke botanicals, traditionele jenevers en andere speciale distillaten.
Naast distillaten biedt Distillerie de l'Espérance Commerciale een selectie van hoogwaardige wijnen. Ter gelegenheid van de release van de Beaujolais Nouveau biedt de distilleerderij de mogelijkheid om flessen te reserveren, afkomstig van de kelder van Monsieur Paul Durdilly, bekend om zijn vaak bekroonde wijnen.
Het assortiment van Distillerie de l'Espérance is beschikbaar voor zowel de lokale markt als voor internationale afzetgebieden.